# Simeon Galițchi
Simeon Galițchi (n. 15 februarie 1887, în comuna Dondușeni județul Soroca – d. 22 iunie 1940) a fost un om politic român, care a făcut parte din Sfatul Țării din Basarabia.

## Biografie

### Anul 1917
În perioada revoluției ruse din februarie 1917, Simeon Galițchi făcea parte dintr-o unitate militară rusă dislocată la Odesa, având gradul de plutonier-major. A fost printre primii basarabeni care au participat la formarea unităților militare românești, structuri ce au jucat un rol important în desfășurarea evenimentelor revoluționare în Basarabia.
În vara anului 1917, fiind trimis la Chișinău, este ales membru în Comitetul Ostășesc Moldovenesc. Apoi Congresul al III-lea Regional al Sfatului Deputaților Țărani îl împuternicește pe Simeon Galețchi să-l reprezinte în Sfatul Țării, primul organ suprem de conducere al Basarabiei, care și-a început lucrările la 21 noiembrie 1917.

### Anul 1918, Marea Unire
Momentul de vârf al activității Sfatului Țării a fost data de 27 martie/9 aprilie 1918. În această zi s-a pus la vot chestiunea privind unirea Basarabiei cu România. Deputatul fără de partid Simeon Galețchi al lui Petru din Dondușeni a fost printre cei 86 de membri ai Sfatului Țării care au votat Declarația de unire a Basarabiei cu România.

## Galerie de imagini

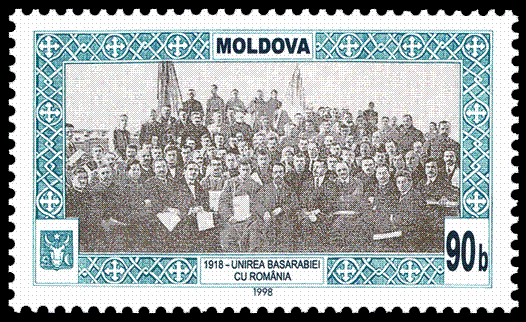
Timbru din Republica Moldova, 1998

## Vezi și
- Sfatul Țării
- Lista membrilor Sfatului Țării